# Hrabstwo Texas (Oklahoma)
Texas – wiodące rolnicze hrabstwo w stanie Oklahoma w USA. Według szacunków United States Census Bureau w roku 2023 miało 20 371 mieszkańców.

## Miasta
- Goodwell
- Guymon
- Hardesty
- Hooker
- Optima
- Texhoma
- Tyrone

## Sąsiednie hrabstwa
- Hrabstwo Stevens, Kansas (północ)
- Hrabstwo Seward, Kansas (północny wschód)
- Hrabstwo Beaver (wschód)
- Hrabstwo Ochiltree, Teksas (południowy wschód)
- Hrabstwo Hansford, Teksas (południe)
- Hrabstwo Sherman, Teksas (południowy zachód)
- Hrabstwo Cimarron (zachód)
- Hrabstwo Morton, Kansas (północny zachód)

## Demografia
Według danych pięcioletnich z 2022 roku, 47,8% mieszkańców to Latynosi jakiejkolwiek rasy, 41,6% biali niebędący Latynosami, 12,2% było rasy mieszanej, 6,1% to czarni lub Afroamerykanie, 1,9% stanowiła rdzenna ludność Ameryki i 1,2% to Azjaci.

## Gospodarka
W 2022 roku hrabstwo zajęło 1. miejsce w stanie i 39. w kraju pod względem wpływów z rolnictwa, a także 22. miejsce w USA pod względem zysków z hodowli. Hodowle trzody chlewnej i bydła należą do największych w kraju. Znaczące uprawy pszenicy, kukurydzy, sorgo i bawełny.